# Jan Werden
Jan Werden (Werda) herbu Odrowąż – podkomorzy pomorski w latach 1634–1648, starosta nowski.

## Życiorys
Studiował na Uniwersytecie w Ingolstadt w 1612 roku.
Poseł powiatów tczewskiego i gdańskiego na sejm warszawski 1626 roku. Jako poseł na sejm zwyczajny 1629 roku z powiatu tczewskiego był delegatem na Trybunał Skarbowy Koronny. Poseł na sejm nadzwyczajny 1626 roku z powiatu tczewskiego. Poseł województwa pomorskiego na sejm koronacyjny 1633 roku i poseł deputat na Trybunał Skarbowy Koronny w 1633 roku. Poseł na sejm 1634 roku, sejm zwyczajny 1635 roku, sejm nadzwyczajny 1635 roku, sejm zwyczajny 1637 roku, sejm nadzwyczajny 1637 roku, sejm 1638 roku, sejm 1643 roku, sejm 1645 roku, sejm 1646 roku, sejm 1647 roku.
Był elektorem Władysława IV Wazy z województwa malborskiego i województwa pomorskiego w 1632 roku.